# Rostbandad glasögonuggla
Rostbandad glasögonuggla (Pulsatrix melanota) är en fågel i familjen ugglor inom ordningen ugglefåglar.

## Utbredning och systematik
Rostbandad glasögonuggla delas in i två underarter med följande utbredning:
- Pulsatrix melanota melanota – förekommer i fuktiga skogar från sydöstra Colombia till östra Ecuador och sydöstra Peru
- Pulsatrix melanota philoscia – förekommer i yungas i västra och centrala Bolivia

## Status och hot
Arten har ett stort utbredningsområde och en stabil populationsutveckling. Världspopulationen har inte uppskattats men beskrivs som relativt vanlig. Utifrån dessa kriterier kategoriserar IUCN arten som livskraftig (LC).